# Glansvlektangare
De glansvlektangare (Tangara dowii) is een zangvogel uit de familie Thraupidae (tangaren).

## Verspreiding en leefgebied
Deze soort komt voor in de vochtige bergwouden van Costa Rica en westelijk Panama.